# سلام، بانوی جوان!
سلام، بانوی جوان! (آلمانی: Hallo, Fräulein!) یک فیلم موزیکال آلمانی است که در سال ۱۹۴۹ منتشر شد. از بازیگران آن می‌توان به مارگوت هیلشر، هانس زونکر، و پیتر فن ایک اشاره کرد.